# Dicladocerus epinotiae
Dicladocerus epinotiae is een vliesvleugelig insect uit de familie Eulophidae. De wetenschappelijke naam is voor het eerst geldig gepubliceerd in 1976 door Yoshimoto.